# Апорт (сортотип яблони)
Апо́рт — один из крупных и ценных сортов яблок. Получил распространение в южных регионах средней полосы (Северный Кавказ, Заилийский Алатау) с прохладной, но непродолжительной зимой и жарким летом. Кожица апорта плотная, жёлтая или жёлто-зелёная с красно-коричневой росписью; мякоть отличается рассыпчатостью и нежным вкусом. Апорт — один из так называемых поздних сортов, созревающих в сентябре. Как и большинство поздних сортов, он хорошо сохраняется зимой. Наиболее известны яблоневые сады апорта в пригородах Алма-Аты.

## История
Считается, что в XIX веке этот сорт яблок с Балкан через Молдавию и Украину попал в центральную часть России, где получил название «Апорт Александра» (в честь царя).
В 1865 году в окрестности Верного (будущая Алма-Ата) саженцы «Апорта Александра» привез переселенец из Воронежской губернии — Егор Васильевич Редько (Дети и соседи звали его Егор).. Планомерная видовая селекция, в том числе скрещивание их с местной дикорастущей яблоней Сиверса сделали новый сорт знаменитым. Благоприятный климат и почва помогли «Апорту» найти в предгорьях Заилийского Алатау свою вторую родину. Более того, сорт стал лучше по вкусовым качествам, чем был в других регионах и к настоящему времени приобрёл внутрисортовые названия: апорт Александр, кроваво-красный, зимний, розовый, репчатый.
В начале XX века верненский апорт появился в центральной части России, на столичных рынках, где приобрёл «славу первоклассного сорта». В 1900 году результаты плодоводства Верненского уезда экспонировались на Всемирной выставке в Париже, в 1908 году — в Германии, на Мангеймской выставке плодов, где получили высокую оценку специалистов и восторженные отзывы.
В 1914 году старший инспектор по садоводству С. Перковский писал:

Со стороны местных хозяев предпринималась работа по акклиматизации сортов плодовых деревьев; только для города Верного и его окрестностей природа указала подходящие сорта, а именно — апорта и груши лесной красавицы; оба эти сорта составляют главные насаждения верненских садов. Воронежский мещанин Редько привёз со своей родины эти апорты. Это яблоко появилось впервые в его саду, и приказом генерала Колпаковского переименовано было в Редьковское яблоко (но название не прижилось). Оно создало славу г. Верного, как плодового центра.
В советское время после земельной реформы (1922—1924 годы) в Алма-Атинской области в 1930-е годы стали создаваться крупные яблоневые сады. Работа продолжалась и в послевоенные годы. По данным 1970 года, в Алма-Атинской области насчитывалось 3 миллиона 36 тысяч 346 деревьев апорта. Яблоки регулярно доставлялись в Кремль руководителям СССР.
В годы войны один из эшелонов из Казахстана с продовольствием для фронта был направлен в осаждённый Ленинград, в нём было несколько вагонов с алматинским апортом.
Директор регионального филиала «Талгар» (Помологический сад) Казахского НИИ плодоовощеводства Саги Солтанбеков рассказал, что на сегодняшний день (2024 год), «по рекогносцировочным подсчетам, количество деревьев апорта составляет всего 416 тысяч штук». 
Писатель Юрий Домбровский в своём романе «Хранитель древностей» (1966) так написал об апорте:

Это действительно почти невероятное яблоко — огромное, блестящее, ярко-красное. Когда я впервые увидел его, то не поверил своим глазам. Оно лежало на чёрном жестяном подносе, исписанном огромными трактирными розами, и розы не казались уже огромными, яблок было всего три, но они занимали весь поднос — лучистые, лакированные, как ярмарочные матрешки, расписанные мазками, пятнами, какими-то вихрями света и зелени…

## Монета и почтовая марка

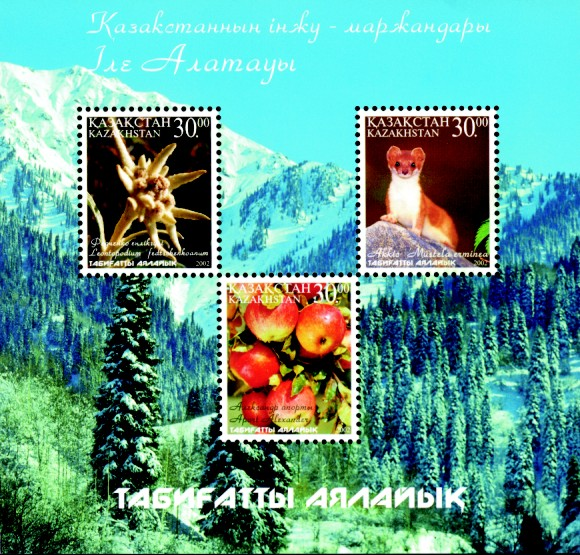
Алма-атинский апорт на почтовом блоке Казахстана, 2002

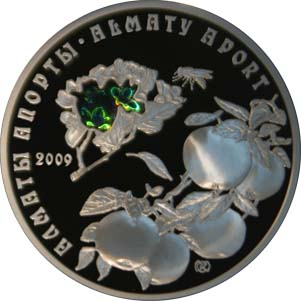
Памятная монета

В 2002 году «Казпочта» выпустила почтовый блок «Иле-Алатауский национальный парк», включающий марку «Апорт Александра».
18 апреля 2009 года Национальным банком Республики Казахстан выпущена памятная монета из серебра номиналом 500 тенге, посвящённая алма-атинскому апорту.